# Lukavice (přítok Radbuzy)
Lukavice je menší vodní tok v Plaské pahorkatině, levostranný přítok Radbuzy v okrese Domažlice v Plzeňském kraji. Délka toku měří 4 km, plocha povodí činí 6,3 km².

## Průběh toku
Potok pramení na okraji obory Čertáno severozápadně od Doubravy, části Puclic, v nadmořské výšce 449 metrů a teče jihovýchodním směrem. Západně od Křenovů Lukavice podtéká silnici I/26 a zleva se vlévá do Radbuzy v nadmořské výšce 364 metrů.